# Унуватура (Грама Ніладхарі)
Грама Ніладхарі Унуватура (№ 144B) — Грама Ніладхарі підрозділу ОС Махаоя, округ Ампара, Східна провінція, Шрі-Ланка.

## Демографія
| Населення (2007) | Населення (2007) | Населення (2007) | Населення (2007) | Населення (2007) |
| Населення        | Чоловіки         | Жінки            | Діти             | Дорослі          |
| ---------------- | ---------------- | ---------------- | ---------------- | ---------------- |
| 1533             | 646              | 887              | 616              | 917              |